# 道の駅彼杵の荘
道の駅彼杵の荘（みちのえき そのぎのしょう）は、長崎県東彼杵郡東彼杵町にある国道205号の道の駅である。

## 沿革
- 2001年（平成13年）8月21日 - 道の駅に登録される。
- 2016年（平成28年）1月27日 - 国土交通省により平成27年度重点「道の駅」に選定される[1]。

## 施設
- 駐車場：41台（24時間利用可能）
  - 普通車：34台
  - 大型車：3台
  - 身障者用：4台
- トイレ （24時間利用可能）
  - 男：大 2器、小 6器
  - 女：6器
  - 身障者用：1器
- 公衆電話
- 物産館
  - お土産：そのぎ茶、いちご、みかん、イイダコ、クジラ、菓子等
- 無料休憩所

## 休館日
- 1月1日 - 1月3日
- （店舗・売店・軽食ともに12月31日は12：00まで営業）

## 併設
- 歴史公園 彼杵の荘
  - 東彼杵町 歴史民俗資料館
  - ひさご塚古墳（県指定史跡）
  - 明治の家
  - 竪穴建物
  - 体験工房

## アクセス
- 国道205号

## 周辺
- 日本二十六聖人乗船場跡
- 東彼杵町役場
- 彼杵郵便局
- 彼杵川
- 彼杵海水浴場
- JR大村線 彼杵駅